# Moritzburg
Moritzburg là một đô thị ở huyện Meißen bang Sachsen, Đức, giữa Meißen và Dresden. Đô thị này có toà lâu đài phong cách kiến trúc Baroque castle, Schloss Moritzburg.
Năm 1884, tuyến đường sắt khổ hẹp tuyến đường sắt Radebeul-Radeburg đã được xây nối Moritzburg với huyện lỵ Radebeul và Radeburg.

## Moritzburger
Moritzburger là tên gọi khoảng 350 người Việt tới Moritzburg và một trại khác ở Sachsen, Đông Đức (DDR), bằng đường xe lửa kéo dài 3 tuần qua Bắc Kinh, Moskva, Warszawa vào năm 1955 và 1956 theo thỏa thuận giữa Bắc Việt và DDR. Chờ đợi chào đón là những trẻ mồ côi nhưng tới lại là con cái các cán bộ góp phần trong cuộc chiến tranh chống Pháp, tuổi từ 9 đến 15. Họ đã ở lại tới 1959. Khoảng 150 người Moritzburger sau đó lại sang DDR học nghề rồi học đại học.